# Violeta Parra
Violeta del Carmen Parra Sandoval (San Carlos, 4 de outubro de 1917 — Santiago do Chile, 5 de fevereiro de 1967) foi uma cantora, compositora, artista plástica e ceramista chilena, considerada a mais importante folclorista e fundadora da música popular chilena.

## Biografia
Nasceu em San Carlos, comuna da província de Ñuble, filha de Nicanor Parra e Clarisa Sandoval. Passou grande parte da infância em Lautaro. Sua família tinha poucos recursos econômicos, tinha oito irmãos e dois meio irmãos (filhos de um relacionamento anterior de sua mãe). Seu pai era professor de música e sua mãe  camponesa, ambos admiradores da música folclórica. Ao três anos, teve varíola.
Durante sua infância, viveu em distintas localidades da zona de Chillán, onde, possivelmente, teve suas primeiras experiências artísticas.
Em 1929, compôs suas primeiras canções para violão.
Estudou até o segundo ano do secundário, porém em 1934 interrompeu seus estudos para trabalhar e cantar com seus irmãos em bares e circos.
Autodidata, cantora e tocadora de violão desde os nove anos, ingressou definitivamente na carreira musical aos 15 anos, após a morte do pai, quando deixou a casa da mãe, no interior do Chile, e foi morar em Santiago com o irmão Nicanor, que estudava na capital. Juntamente com sua irmã Hilda criaram a dupla "Las Hermanas Parra", que cantava músicas folclóricas.
Nessa atividade, conheceu o ferroviário Luis Cereceda, com quem se casou em 1938 e teve dois filhos, Isabel e Ángel, que também viriam a se tornar compositores e intérpretes importantes. Em 1948, se separaram. 
Entre 1943 e 1945, viveu em Valparaíso e voltou a Santiago, para cantar junto com seus filhos. 
Em 1949, gravou, em parceria com sua irmã Hilda, seu primeiro disco, voltou a se casar, com Luis Arce, e teve duas filhas deste nvo relacionamento: Luísa Carmen e Rosita Clara, que faleceu antes de completar um ano de idade. Em 1952 começou a pesquisar as raízes folclóricas chilenas e compôs os primeiros temas musicais que a fariam famosa.
Foi uma das importantes pesquisadoras de ritmos, danças e canções populares chilenas, chegando a catalogar cerca de 3 mil canções tradicionais, importante logro para resgate e valorização cultural chilena.. Algumas dessas canções foram publicadas em livro: "Cantos folclóricos chilenos" e em disco "Cantos campesinos", editado originalmente em Paris.
Também em 1953, foi contratada pela Rádio Chilena para produzir programas radiofônicos de música folclórica, o que impulsionou um rigoroso estudo das manifestações artísticas populares; além disso, gravou pela Odeón, duas de sua canções mais conhecidas: "Qué pena siente el alma" e "Casamiento de negros".
Durante o ano de 1955 recebeu o Prêmio Caupolicán e visitou a União Soviética, Polônia, Londres e Paris, cidade onde residiu por dois anos. Realizou gravações para a BBC e para a Odeón e "Chant du Monde". Nesse período também recebeu a notícia da morte, por pneumonia, de sua filha Rosita Clara.
Em 1956, após seu retorno ao Chile, começou a coordenar a produção de uma série de discos intitulada "El Folklore de Chile", gravados pela Odeon. Na época, comandava o programa radiofônico "Canta Violeta Parra".
Em 1957, radicou-se em Concepción onde ajudou a impulsionar um museu de arte popular na Universidade daquela cidade, voltando a Santiago no ano seguinte onde começou sua produção como artista plástica. Percorreu todo o país, recompilando e difundindo informações sobre o folclore.
Em 1958, fundou o Museu Nacional de Arte Folclórica Chilena.
Em 1959, adoeceu e ficou acamada durante vários meses, situação que a desenvolver seu talento como arpillerista.
Em 1960, expôs pela primeira vez suas pinturas a óleo na Feira de Artes Plásticas do Parque Florestal em Santiago e conheceu e começou a namorar com o  musicólogo e antropólogo suíço Gilbert Favré. As dificuldades em sua relação com Gilbert, inspirariam canções como: "Corazón maldito", "¿Qué he sacado con quererte?", "Run Run se fue pa’l norte" e "Maldigo del alto cielo". 
Em 1961, mudou-se para a Argentina, onde fez grande sucesso com suas apresentações. Voltou a Paris e ali permaneceu por três anos, percorrendo várias cidades da Europa, destacando-se suas visitas a Genebra. Nesse período: compôs algumas de suas músicas combativas, como: "¿Qué dirá el Santo Padre?", "Arauco tiene una pena" e "Miren cómo sonríen", que podem ser consideradas como o início da Nueva Canción Chilena; e, escreveu o livro: "Poesía popular de Los Andes".
Entre 18 de abril e 11 de maio de 1964, foi realizada no Museu do Louvre uma exposição de suas pinturas, óleos, arpilleras e esculturas em arame, tendo sido a primeira artista latino-americana a ter uma exposição individual nesse espaço.
Em 1965, após o término de seu terceiro casamento, voltou ao Chile, onde se apresentou na "La Peña de los Parra", onde o público podia escutar boa música e tomar vinhos e onde teve início a carreira musical de seus dois filhos: Ángel e Isabel. Depois instalou uma grande tenda com capacidade para cerca de mil pessoas na comuna de La Reina, local também se apresentaram: Patricio Manns, Rolando Alarcón, Víctor Jara, entre outros.
Em 1966, viajou para a Bolívia, onde realizou apresentações em conjunto com Gilbert Favré e gravou seu último disco: "Ultimas composiciones", considerado como o seu melhor disco, que contém canções como: "Maldigo del alto cielo", "Gracias a la vida", "El albertío", "Run Run se fue pa’l norte" e "Volver a los 17".
Cometeu suicídio em 5 de fevereiro de 1967, na tenda de La Reina.

### Biografias escritas
Após sua morte foram publicadas diversas biografias, tais como:
- "El libro mayor de Violeta Parra", de Isabel Parra, publicado em 1985, pela editorial"Meridión", de Madri (Espanha), mais tarde reeditado pela "Cuarto Propio");
- "Violeta se fue a los cielos", de Ángel Parra, publicado em 2006, que serviria de base para o roteiro do filme homônimo, de 2001, dirigido por Andrés Wood[2].

## Política
Violeta Parra pode ser considerada a mãe da canção comprometida com a luta dos oprimidos e explorados, tendo sido autora de páginas inapagáveis, como a canção "Volver a los 17", que mereceu uma antológica gravação de Milton Nascimento e Mercedes Sosa. Outra de suas canções, "La Carta", cantada em momentos de enorme comoção revolucionária, nas barricadas e nas ocupações, tem entre os seus versos o que diz "Os famintos pedem pão; chumbo lhes dá a polícia". Mas suas canções não apenas são marcadas por versos demolidores contra toda a injustiça social. O lirismo dos versos de canções como "Gracias a la vida" (gravada por Elis Regina) embalou o ânimo de gerações de revolucionários latino-americanos em momentos em que a vida era questionada nos seus limites mais básicos, assim como a letra comovedora de "Rin de Angelito", quando descreve a morte de um bebê pobre: "No seu bercinho de terra um sino vai te embalar, enquanto a chuva te limpará a carinha na manhã".

## Museu
Em 4 de outubro de 2015, foi inaugurado o Museu Violeta Parra em Santiago.

## Discografia
- - 1956: Cantos de Chile (Presente/Ausente)
  - 1957: El folklore de Chile (do I ao V), vol. I – Violeta Parra, canto y guitarra
  - 1958: El folklore de Chile, vol. II – Violeta Parra acompañándose en guitarra
  - 1959: El folklore de Chile, vol. III – La cueca presentada por Violeta Parra
  - 1959: El folklore de Chile, vol. IV – La tonada presentada por Violeta Parra
  - 1961: El folklore de Chile, vol. V – Toda Violeta Parra
  - 1962: Violeta Parra en Argentina
  - 1963: Au Chili avec los Parra de Chillán (con Isabel y Ángel Parra)
  - 1965: Recordando a Chile (una chilena en París)
  - 1965: Carpa de La Reina (varios intérpretes)
  - 1966: Las últimas composiciones

Depois de sua morte, chegou ao conhecimento do público muitas músicas inéditas. 

## Como artista plástica

### Exposições individuais
- 1964: Exposição individual do corpo humano(desnuda) Louvre, Paris, França.
- 1970: Recordando a Violeta Parra. Instituto Cultural de Las Condes, Santiago.
- 2003: Óleos de Violeta Parra, Palacio Consistorial da I. Municipalidad de Santiago, Santiago.

### Exposições coletivas
- Feiras de Artes Plásticas ao ar livre, Museo de Arte Contemporáneo, Universidad de Chile, Santiago.
- 1959: Exposição pictórica em Buenos Aires, Argentina.
- Exposição en Genebra, Suiça.
- 2010: Voces se unen com a música Gracias a la vida pela tragedia na zona centro sul do Chile

### Obras em coleções públicas
- Fundação Violeta Parra, Santiago de Chile.

### Obras em coleções particulares
- Velorio de Angelito, bordado sobre tela, 27 x 41 cm
- La Hija Curiosa, óleo sobre madeira, 36 x 46 cm
- El Machitún, óleo sobre madera, 31 x 46 cm
- Contra la Guerra, bordado sobre arpileira, 144 x 192 cm
- Combate Naval I, bordado sobre arpileira, 225 x 130 cm
- El Circo, bordado sobre tela
- Árboles Coloridos, óleo sobre madera, 46 x 23 cm
- La Cantante Calva, 1960, bordado sobre juta natural, 136 x 46 cm
- Leyendo El Peneca, 1965, óleo sobre madeira, 51 x 73 cm
- Juicio final, óleo sobre madera, 60 x 88,5 cm
- Hombre con guitarra, 1960, bordado sobre tela, 134 x 89 cm